# 罪とか罰とか
『罪とか罰とか』（つみとかばつとか）は、2009年公開の日本映画。成海璃子主演、ケラリーノ・サンドロヴィッチ（KERA）監督。

## 概要
監督を務めたKERAが主宰する劇団「ナイロン100℃」の1996年公演（9th SESSION）『ビフテキと暴走』を原案として、映画作品にアレンジ。

## ストーリー
万引きで捕まったことからなぜか一日警察署長をやるはめになった、B級グラビアアイドルのアヤメ（成海璃子）。そこで、刑事として働く元恋人の春樹（永山絢斗）に再会。何と春樹は殺人鬼で、この日も恋人（佐藤江梨子）を殺していた。しかし、今でも春樹を思うアヤメは、目撃者（段田安則）から受け取った証拠の品を隠そうとする。

## キャスト・登場人物
- 成海璃子　円城寺アヤメ
売れない崖っぷちのグラビアアイドル。自分の載っている雑誌「Nadeshiko」を万引きしようとしたことから、一日警察署長をさせられる。
- 永山絢斗　恩田春樹
刑事。アヤメの初恋の相手。実はシリアルキラー。
- 段田安則　加瀬吾郎
サラリーマン。趣味は通勤電車でのソフト痴漢行為。いつものコンビニでアルバイトに人違いをされて、不必要なものばかりを買わされるが言い出せない。殺人の現場に遭遇し、殺人犯の顔を目撃するが、トラックにはねられる。
- 犬山イヌコ　風間涼子
アヤメとモモのマネージャー。売れなくて落ち込むアヤメとわがままなモモに手を焼いている。デビュー直前のアヤメとモモの芸名をうっかり取り違えている。
- 安藤サクラ 耳川モモ（売れっ子のグラビアアイドル）
アヤメの高校の友だち。どちらかというと「おくて」だったが、アヤメと一緒にスカウトされ、売れっ子になると性格ががらりとかわってしまった。

コンビニ襲撃犯
- 奥菜恵　マリィ
- 山崎一　常住
- 大倉孝二　立本
- 大河内浩　釘やん　（常住の元仕事仲間）
- 原金太郎　江戸やん　（常住の元仕事仲間）

警察署
- 六角精児　林巡査部長役
- 串田和美　海藤副署長
- みのすけ　笹川警官（コンビニに来た警官）
- 石田卓也　宮下（もっとも若い警官）
- 山本剛史　島田（二番目に若い警官）
- 島田曜蔵　太った警官
- 坂口淳　子どもの警官
- 廻飛雄　きわめて目の悪い警官
- 廣川三憲　トイレに現れる謎のおじさん
- 林和義　大野木（アヤメに抜け毛と命名される警官）
- 喜安浩平　トイレの警官（先輩）
- 日比大介　トイレの警官（後輩）
- 池谷のぶえ　春樹の母親
- 緋田康人　ヤクザ風の男
- 佐藤江梨子 怜奈（春樹に殺される女）
- 高橋ひとみ　連行される女

芸能プロダクション・グラビア業界
- 田中要次　芸能プロ社長
- 村上航　スカウトマン
- 森田ガンツ　アイドルのおっかけ（公園の男）
- 入江雅人　Nadeshiko編集部　南
- 赤堀雅秋　Nadeshiko編集部　目白
- 常盤響　カメラマン
- 植木夏十　泣いているメイクさん
- 行定勲　編集者A
- 森若香織　編集者B
- 玉置孝匡　編集者C
- 野間口徹　編集者D

コンビニ
- 徳井優　コンビニ店長
- 市川由衣　コンビニアルバイト
- 広岡由里子　絶叫しつづける女
- 長田奈麻　コンビニ客母親
- モモタロウ　コンビニ客子ども

- 大鷹明良　トラック運転手
- 麻生久美子　助手席に座る女

## スタッフ
- 脚本・監督：ケラリーノ・サンドロヴィッチ
- 企画：榎本憲男
- 製作：谷口則之 、 太田和宏 、 松本邦彦 、 北牧裕幸 、 永田勝治 、 山下欽也 、 木村文彦 、 北川直樹
- プロデューサー	李柱勲 、 小畑真登 、 中林千賀子
- 撮影：釘宮慎治
- 美術：五辻圭
- ノベライズ：丹沢まなぶ
- 音楽：安田芙充央
- 主題歌：Sowelu「MATERIAL WORLD」
- 音楽プロデューサー：Taku Takahashi
- 主題曲/主題歌：Sowelu
- 配給：東京テアトル
- 製作：「罪とか罰とか」製作委員会（CCRE、東京テアトル、ランダムハウス、キューブ、メディアファクトリー、オムニバス・ジャパン、日本ナレーション演技研究所、ソニー・ミュージックエンタテインメント）

## 記録
- 2009年1月8日 - ノベライズ本発売
- 2009年2月28日 - 公開、初日舞台挨拶（ケラリーノ・サンドロヴィッチ、成海璃子、犬山イヌコ、山崎一、奥菜恵、安藤サクラ）
- 2009年8月7日 - DVD発売

## 関連書籍
- 『罪とか罰とか』ケラリーノ・サンドロヴィッチ：原案 / 丹沢まなぶ：著（小学館文庫、2009年1月8日発売、189ページ） ISBN 978-4094083415
- 『罪とか罰とか〜一日署長の事件簿』ケラリーノ・サンドロヴィッチ：原案 / 黒澤R：漫画（白泉社・ジェッツコミックス、2009年7月29日発売） ISBN 978-4-592-14319-2